# 三國志DS
『三國志DS』（さんごくしディーエス）は、コーエー（現・コーエーテクモゲームス）より発売されたニンテンドーDS用歴史シミュレーションゲーム。「三國志シリーズ」の1つ。
当初は2005年9月29日に発売する予定であったが、発売3週間前に発売日が急遽変更、その後も変更を繰り返し、最終的に2006年2月23日となった。
なお本項では、本作がベースとなっている『三國志2（3DS版）』についても併せて記述する。

## 概要
プレイヤーは、後漢・三国時代に活躍した英雄となって天下統一を目指す。
同社の『三國志III』（1992年発売）を元にして開発されており、アイテムや登場人物・シナリオなど、全面的に大幅な追加が行われた。主に『III』に武将・アイテムの追加が行われ、顔グラフィックが変更されたオーソドックスモードと、オーソドックスモードに武将の技能の追加や、戦闘システムが変更されたDSオリジナルモードの2種類が用意されている。
登場人物数は779人でシリーズ最多である。ただし、シリーズ新規登場の人物はなく、黄巾の乱（184年）シナリオに登場する人物や、三国時代末期の人物などである。能力値は、追加人物を除き『III』での値にほぼ踏襲されている。顔グラフィックは『三國志X』のものに変更されている。
また、中国統一ではなく、ある程度の目標を達成すればクリアとなるチャレンジシナリオもある。こちらはDSモード専用で、クリア成績によって様々なアイテムやグラフィックが手に入る。
戦略シミュレーションの特徴である情報量の多さに対応し、ニンテンドーDS特有の二画面とタッチパネルでより見やすく、操作しやすく改善されている。また、ニンテンドーDSが2台あれば、通信対戦による一騎討ちを楽しむことも可能である。

## 三國志2（3DS版）
コーエーテクモゲームスより2015年8月6日に発売されたニンテンドー3DS用歴史シミュレーションゲーム。『三國志III』をベースに開発された『三國志DS』のアップグレード版である。
『DS』から、新たに「曹操献帝を擁し台頭す」「劉備鳳雛を伴い蜀へ入る」などの6本のシナリオが追加された。システム面では武将や都市のステータス値を編集できるエディット機能が追加された。